# Dagestan Airlines

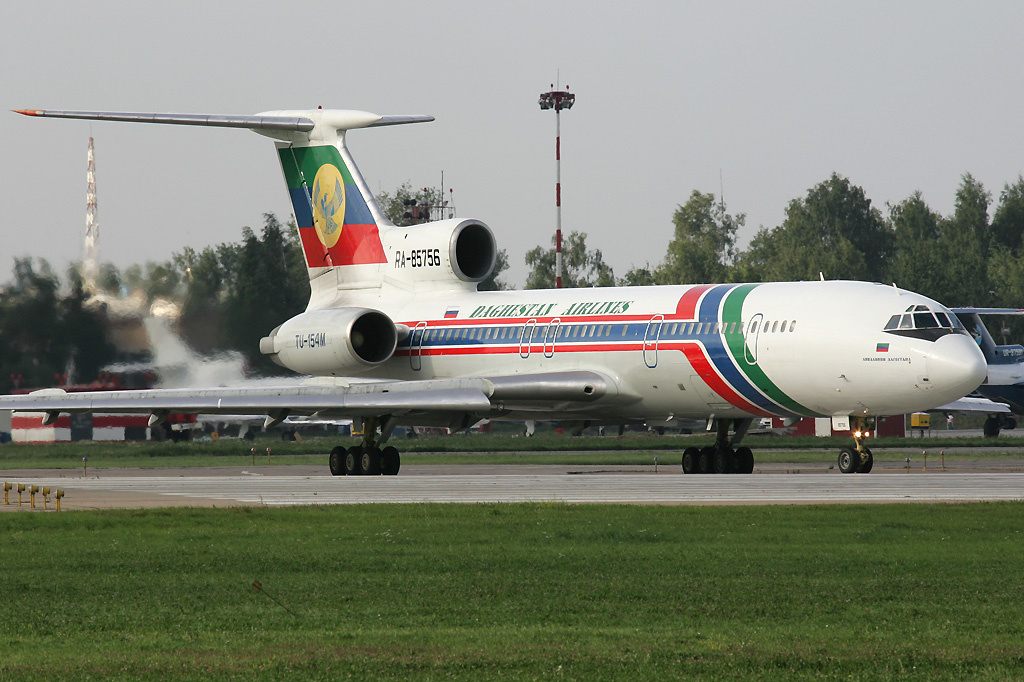
Tu-154M w starszym malowaniu na lotnisku Wnukowo w Moskwie

Dagestan Airlines – zlikwidowana rosyjska linia lotnicza z siedzibą w mieście Machaczkała w Rosji. Linie wykonywały regularne rejsy krajowe, międzynarodowe i czarterowe.

## Historia
Linie powstały w 1927 jako oddział Aerofłotu na lotnisku Machaczkała i wykonywały regionalne połączenia na terenie Związku Radzieckiego. Po wyodrębnieniu jednostki w 1994 linie przyjęły nazwę Makhachkala Air Enterprise. Od 1996 znane jako Dagestan Airlines. W marcu 2007 linie zatrudniały 809 pracowników. Od 2010 operowały pod logiem South East Airlines.
19 grudnia 2011 Rosyjska Federalna Agencja Transportu Powietrznego oficjalnie potwierdziła anulowanie świadectwa operatora liniom Dagestan Airlines z następujących powodów:
- Podczas dochodzenia przyczyn katastrofy z 4 grudnia 2010 wykryte zostały nieprawidłowości w przeprowadzaniu operacji lotniczych, obsługi technicznej statków powietrznych, szkolenia pilotów. Wykryto również instalowanie w samolotach podrabianych części, co również mogło mieć wpływ na katastrofę. Linie Dagestan Airlines nie wdrożyły zmian nakazanych przez Agencję, co negatywnie wpłynęło na dalsze postępowanie.
- W trakcie kontroli na ziemi statków powietrznych przez inspektorów SAFA wykryto rażące uchybienia podczas przewozu pielgrzymów do Mekki. Nieprawidłowości wykryto również w Stambule.

## Porty docelowe
Stan na grudzień 2010:
- Rosja
  - Machaczkała – Port lotniczy Machaczkała hub
  - Moskwa
    - Port lotniczy Domodiedowo
    - Port lotniczy Wnukowo

  - Petersburg – Port lotniczy Petersburg-Pułkowo
- Turcja
  - Stambuł – Port lotniczy Stambuł-Sabiha Gökçen
- Zjednoczone Emiraty Arabskie
  - Szardża – Port lotniczy Szardża

## Flota
Stan floty na grudzień 2010:

## Katastrofy i wypadki lotnicze
- Katastrofa lotu Dagestan Airlines 372 – 4 grudnia 2010 Tu-154M obsługujący lot z moskiewskiego Wnukowa do Machaczkały awaryjnie lądował na lotnisku Domodiedowo z powodu awarii dwóch silników. Samolot podczas dobiegu przekroczył rozmiar drogi startowej. 92 osoby zostały ranne, a 2 osoby zginęły[4].